# ديريك كومبز (سياسي)
ديريك كومبز هو سياسي بريطاني، ولد في 12 أغسطس 1931، وتوفي في 30 ديسمبر 2014. نشط حزبياً في حزب المحافظين. في الانتخابات العامة في المملكة المتحدة 1970، انتخب عضو البرلمان الخامس والأربعون للمملكة المتحدة ‏ عن دائرة برمنغهام، ياردلي وقد انضم خلال فترته النيابية ‏ (18 يونيو 1970 – 8 فبراير 1974) للكتلة البرلمانية حزب المحافظين.